# Carlsberg
För andra betydelser, se Carlsberg (olika betydelser).

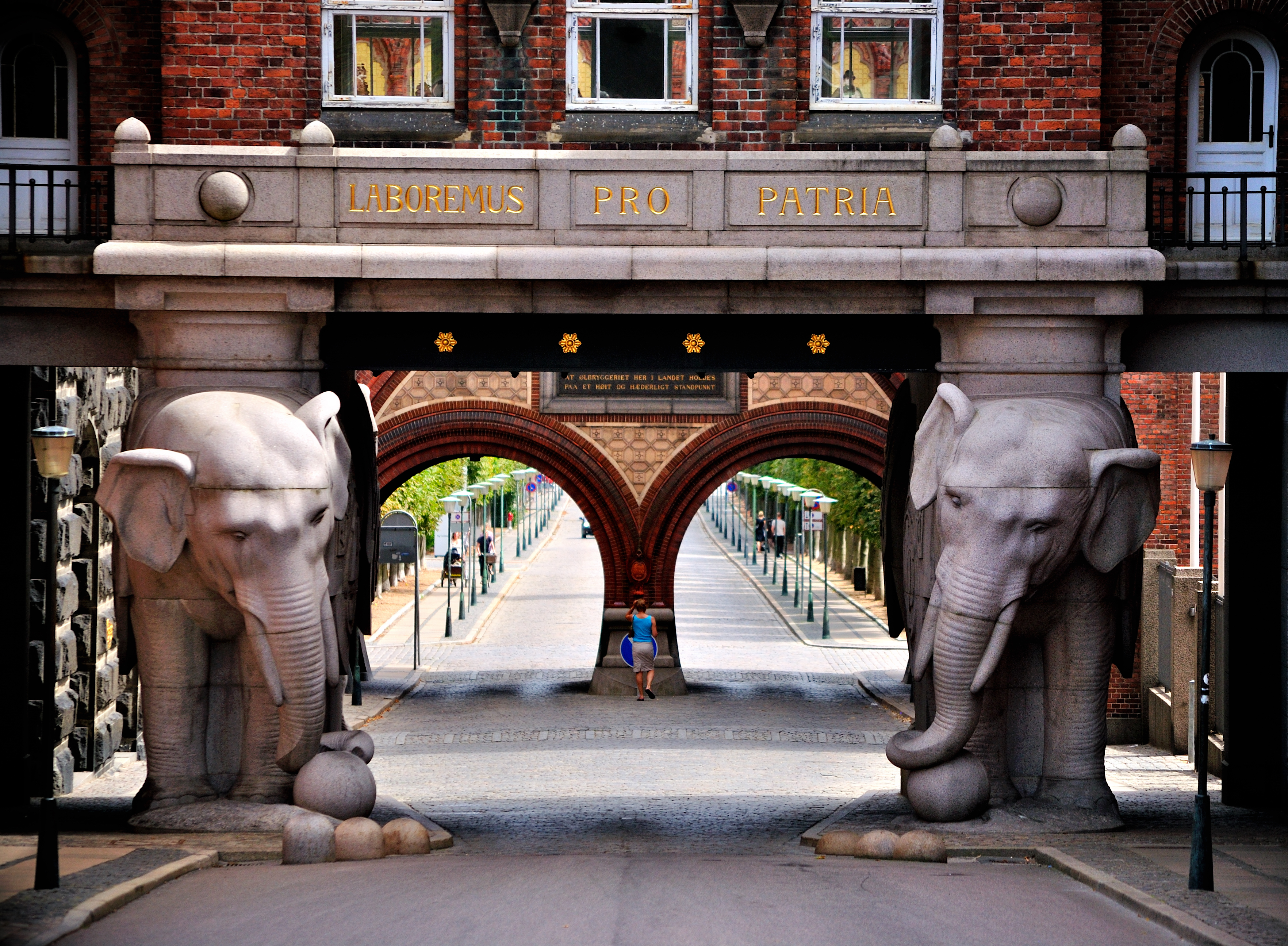
Elefantporten vid Carlsbergs bryggeri.

Carlsberg A/S, är en dansk bryggerikoncern, grundad 1847 av J. C. Jacobsen, med huvudkontor i Köpenhamn. Företaget har i dag intressen i närmare 150 länder och är det fjärde största bryggeriet i världen. Koncernen sysselsätter ca 45 000 personer vid c:a 100 bryggerier. Bland varumärkena finns Carlsberg, Tuborg och Tetley's. Carlsberg köpte upp svenska Falcon 1996, och när man köpte Pripps 2001 blev Carlsberg Sveriges största bryggerikoncern, se Carlsberg Sverige.

## Historia

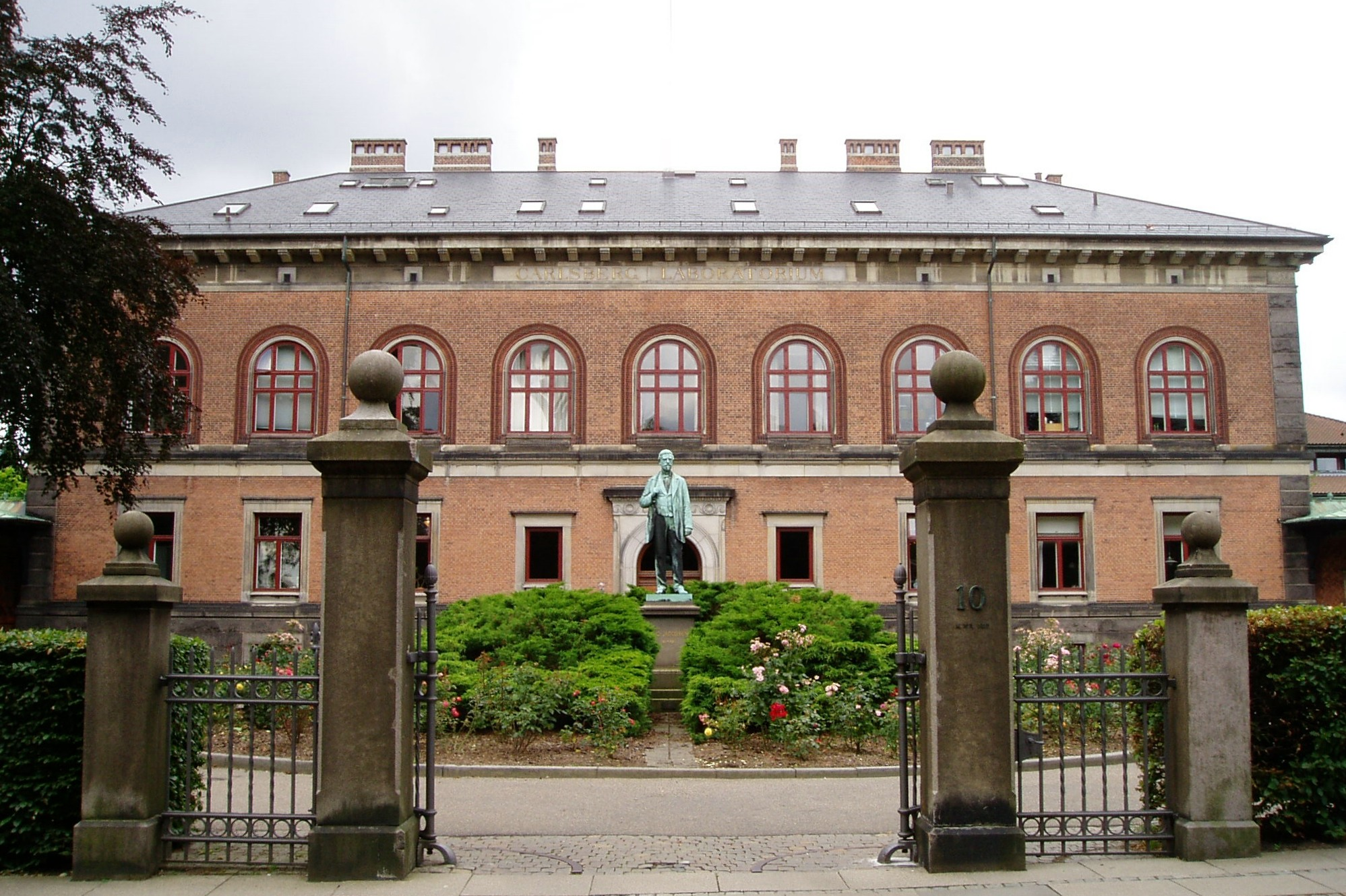
Carlsberg Laboratorium.

Carlsberg grundades 1847 av Jacob Christian Jacobsen på Vesterbro i Köpenhamn i området Valby. Namnet Carlsberg kommer från sonen Carl tillsammans med en anspelning på Valby Bakke. Jacob Christian "JC" Jacobsen hade vuxit upp med en far som efter en tid på Kongens Bryghus grundat ett eget bryggeri på Brolæggerstræde i centrala Köpenhamn. Jacob Christian Jacobsen fick även inspiration att ägna sig åt ölbryggeri under resor i utlandet. Han reste till Hamburg för att lära sig ölbryggande och 1845 reste han till Spatenbryggeriet i München. När fadern dog 1835 tog han över bryggeriverksamheten och när modern avled ärvde han bryggeriet och en stor summa pengar som kom att investeras i grundandet av Carlsberg.
Med Louis Pasteur som förebild ville han framställa öl på vetenskaplig grund. 1875 grundade han Carlsberg Laboratorium, som blev ett centrum för modern ölforskning och -framställning. Jacob Christian Jacobsen testamenterade hela sin förmögenhet till Carlsbergfonden och gjorde därigenom under uppmärksammade former sin son arvlös. Till bryggeriet är knutet forskningsinstitutet Carlsberg Laboratorium. 51% av bolagets aktier ägs av Carlsbergfonden, som skall främja vetenskaplig forskning. Fondens direktion består av fem ledamöter av Det Kongelige Danske Videnskabernes Selskab.

### Gamla och nya Carlsberg

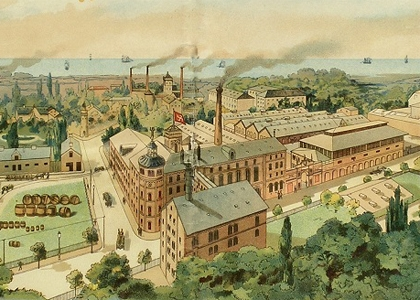
Ny Carlsberg 1890.

Ett nytt bryggeri var under uppförande 1870 när Carl Jacobsen (1842-1914) återvände till Köpenhamn efter utlandsvistelser. Till en början arrenderade han det nya bryggeriet av fadern. Det nya bryggeriet stod färdigt i början av 1871. Den första brygden, bayerskt lageröl, tappades upp den 17 februari 1871. Denna ölsort utgjorde huvuddelen av produktionen trots att faderns ursprungliga plan var att engelska, överjästa sorter skulle utgöra stommen i tillverkningen. 1904 lanserades Carlsberg Pilsner och bolaget blev kunglig hovleverantör. Från att vara hovleverantör fick Carlsberg Pilsner smeknamnet HOF som blev ett varumärke 1931.
1882 ledde en tvist till att Carl Jacobsen grundade det egna bryggeriet Ny Carlsberg Bryggeri bredvid faderns verksamhet. Fadern hade då sagt upp avtalet för det nya bryggeriet som sonen hade fått driva. När fadern dog fusionerades bryggerierna. Carlsbergs huvudkontor är än idag beläget på Vesterbro i centrala Köpenhamn. Sedan 1961 är det inhyst i stadens högsta höghus. Höjden är 88 m och byggnaden har 22 våningar. På Carlsbergs gamla bryggeriområde återfinns flera arkitektoniska utropstecken, bland annat Elefantporten, Dipylonporten och brygghuset. Elefantporten stod klar 1901 med pelare i form av elefanter. Området runt bryggeriet omvandlas under 2020-talet till ett nytt bostadsområde med namnet Carlsberg Byen. Produktionen är, med undantag för nischmärket Husbryggeriet Jacobsen, flyttad från det ursprungliga bryggeriet i Valby i Köpenhamn till Fredericia. Fredericia Bryggeri går tillbaka till Tuborgs markköp 1964 och öppnade som ett Carlsbergsbryggeri 1979.

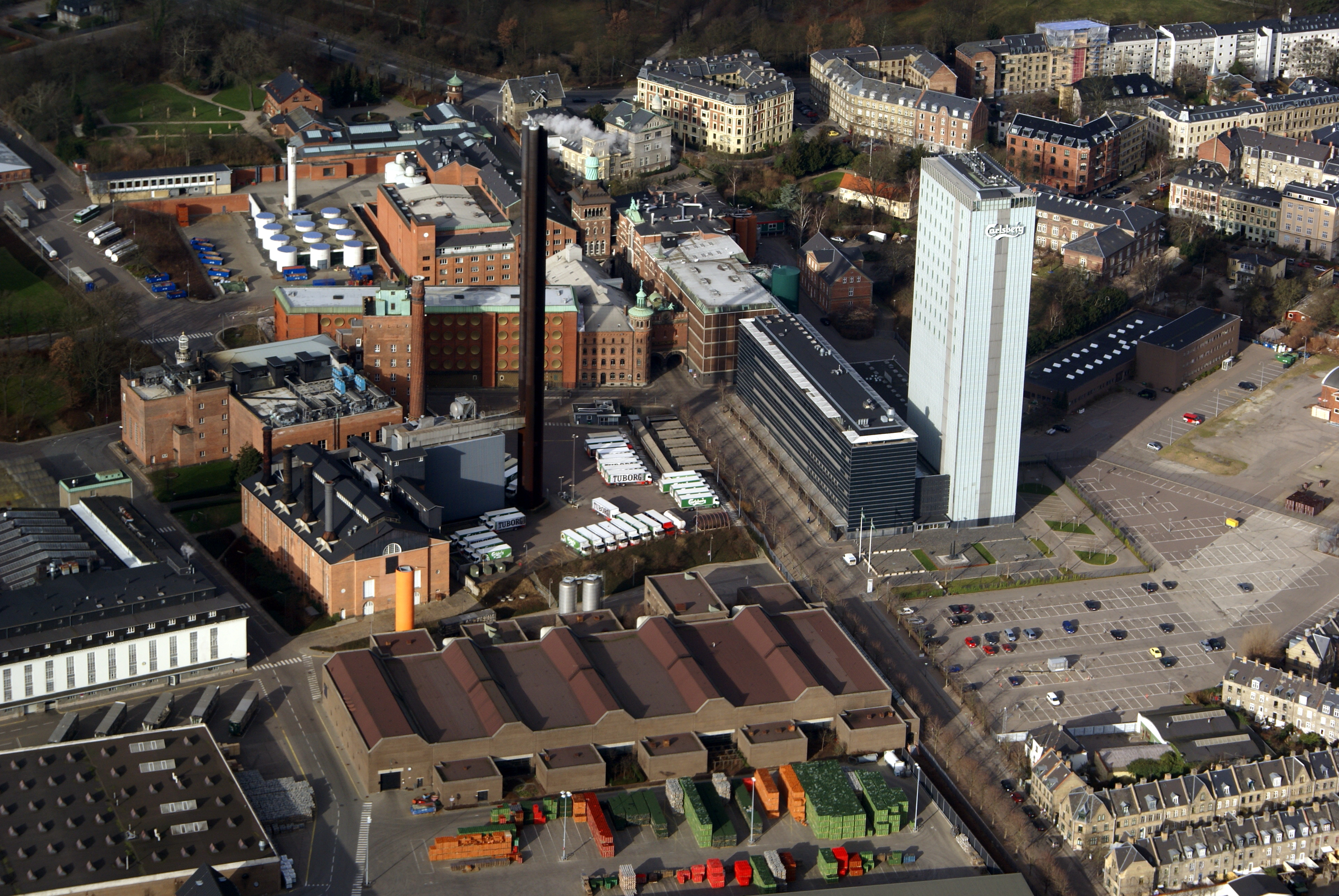
Carlsberg fabrik 2008.

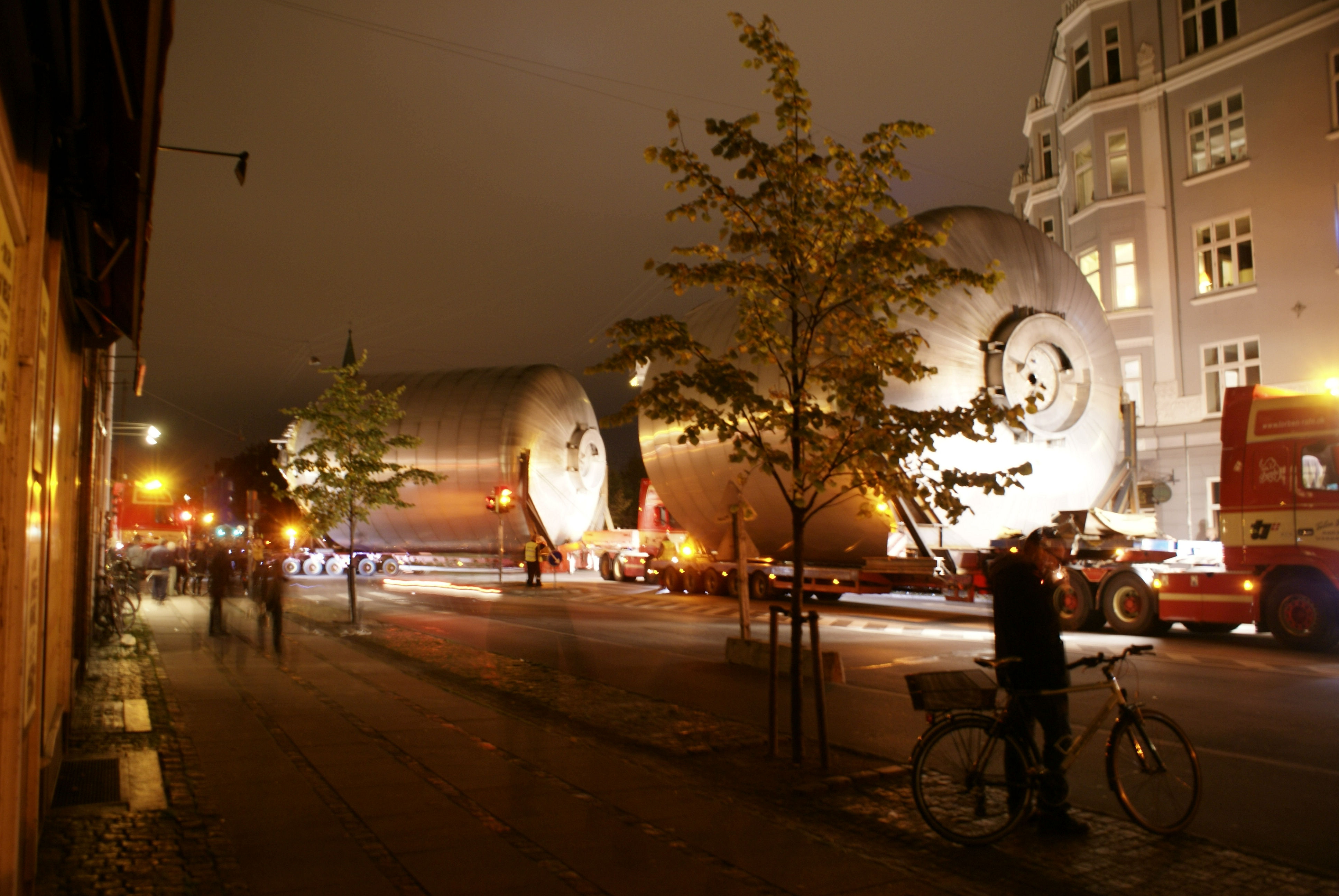
Carlsbergs öltankar flyttas från Valby till Fredericia 2007.

### Internationell expansion

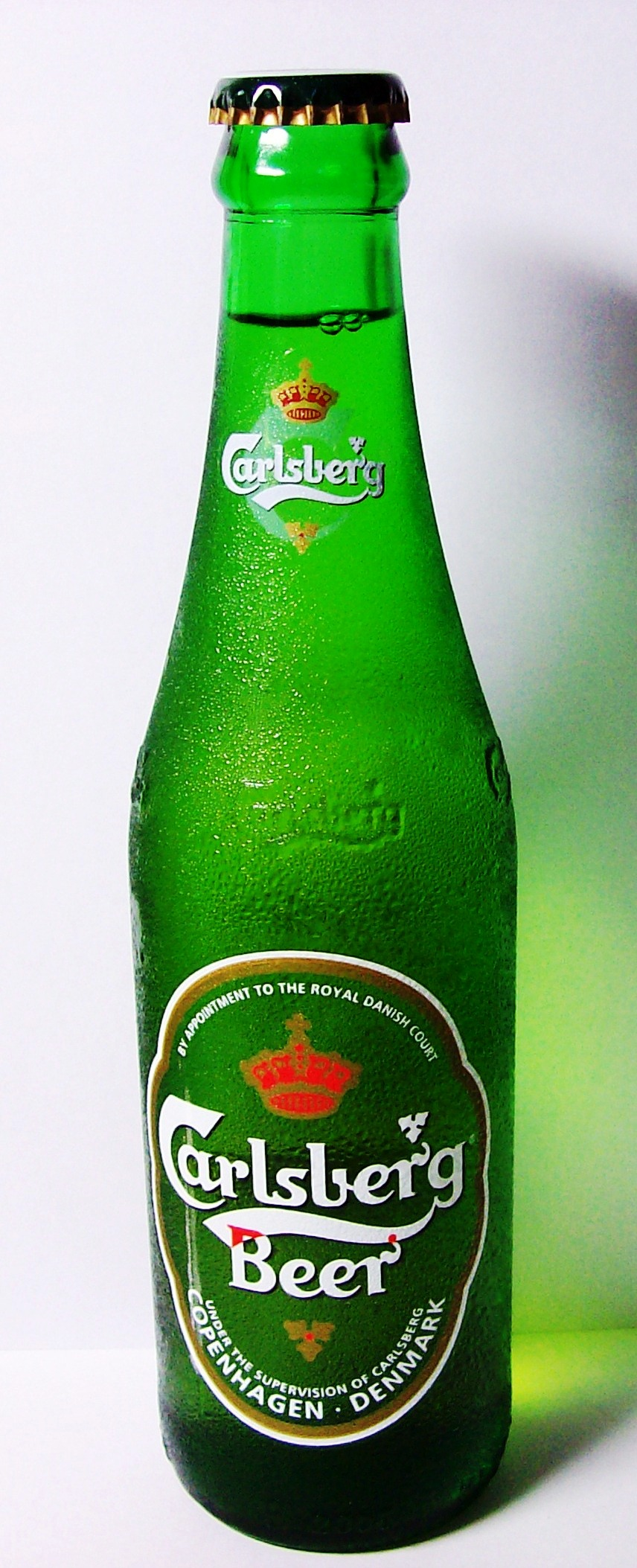
En glasflaska öl från Carlsberg.

1903 tecknades ett samarbetsavtal med Tuborg och 1970 gick Carlsberg samman med Tuborg (De forenede Bryggerier). Carlsberg började tidigt exportera sin öl. Storbritannien blev den mest betydande exportmarknaden och 1939 var 55 procent av den importerade ölen i Storbritannien från Carlsberg. 1973 startades det första bryggeriet på Carlsbergs viktigaste exportmarknad i Northampton. 1968 grundades det första Carlsberg-bryggeriet utomlands i Malawi. Företagets slogan The best beer in the world lanserades 1973 och togs fram av reklambyrån Saatchi and Saatchi. Originalrösten i reklamen stod Orson Welles för.
1982 blev Poul Svanholm ny koncernchef. Den internationella expansionen har sedan fortsatt med flera förvärv av utländska bryggerier och ölmärken: Sinebrychoff (Karhu, Koff), Scottish & Newcastle (med bl.a. märket Kronenbourg), Ringnes, Feldschlösschen och Holsten-Brauerei. Holsten blev Carlsberg ingång till den tyska ölmarknaden och i produktportföljen ingår även märken som Astra, Duckstein och Lübzer Pils. Köpet av Scottish & Newcastle gjorde att Carlsberg tog över dryckesgruppen Baltic Beverages Holding (BBH). Carlsberg ägde sedan tidigare 50 procent i BBH där bland annat Baltika ingår. Scottish & Newcastles verksamhet i Storbritannien och Irland togs över av Heineken. I Storbritannien bildades Carlsberg-Tetley PLC 1992 tillsammans med Allied-Lyons och 1997 tog Carlsberg helt över verksamheten som fick namnet Carlsberg UK 2004.

### Carlsberg Sverige bildas
Bryggeriföretaget Pripps köptes år 2000 av danska Carlsberg, som i samband härmed bildade Carlsberg Sverige. Verksamheten integrerades med Falcon, som redan 1996 övertagits av Carlsberg, och produktionen vid Pripps-bryggerierna i Göteborg och Bromma avvecklades. Några Pripps-varumärken lever vidare inom Carlsberg Sveriges produktsortiment såsom Pripps Blå, Pripps Julöl, Carnegie Porter, Festis, Ramlösa och Apotekarnes. Många av de andra Pripps-varumärkena har fasats ut.

### Smeknamnet Hof
När Carlsberg 1904 blev kunglig hovleverantör introducerades en ny öl av pilsnertyp. På flaskans etikett framgick att man var Kongelig Leverandør til det Danske Hof.. Det gav upphov till smeknamnet Hof som sedan bryggeriet framhävde på flaskans etikett under många år.
I Sverige har Hof kommit att associeras med den något svagare pilsnern av mellanölstyp. Denna saluförs nu (2018) i Sverige under namnet Carlsberg Hof.

## Ölsorter
| Ölsort                | Typ        |
| --------------------- | ---------- |
| Carlsberg             | pilsner    |
| Carlsberg Sort Guld   | pilsner    |
| Carlsberg Elephant    | lager      |
| Carlsberg Master Brew | lager      |
| Carls Special         | lager      |
| Carls Porter          | porter     |
| Carls Lager           | lager      |
| Carls Dark            | mörk lager |
| Carls Jul             | julöl      |
| Carls Påske           | påsköl     |
| Semper Ardens         | klosteröl  |
| Abbey Ale             | klosteröl  |
| Semper Ardens Bock    | klosteröl  |

## Varumärken tillhörande Carlsberg

### Ölmärken
- Aldaris (Lettland)
- Baltika (Ryssland)
- Bock (Italien)
- Cardinal (Schweiz)
- Jacobsen (Danmark)
- Falcon (Sverige)
- Feldschlösschen (Schweiz)
- Hannen Alt (Tyskland)
- Harnas (Polen)
- Karhu (Finland)
- Koff (Finland)
- Kronenbourg (Frankrike)
- Lav (Serbien)
- Okocim (Polen)
- Pirinsko Pivo (Bulgarien)
- Pripps (Sverige)
- Ringnes (Norge)
- Saku (Estland)
- Shumensko (Bulgarien)
- Skol
- Splügen (Italien)
- Super Bock (Portugal)
- Tetley's (Storbritannien)
- Troy (Turkiet)
- Tuborg (Danmark)
- Venüs (Turkiet)

### Övriga märken
- 7 Up (licens för Skandinavien från Pepsico)
- Apotekarnes
- Battery (licens för Skandinavien från Sinebrychoff)
- Festis
- Pepsi-Cola (licens för Skandinavien från Pepsico)
- Pommac
- Ramlösa (genom dotterbolaget Aktiebolaget Ramlösa Hälsobrunn)
- Zingo